# Línea 8 (TUC Pamplona)
| 8 | Blanka Nafarroakoa ↔ Buztintxuri Blanca de Navarra ↔ Buztintxuri |

La línea 8 del Transporte Urbano Comarcal de Pamplona (EHG/TUC) es una línea de autobús urbano que conecta el barrio de Buztintxuri con el centro de Pamplona.
A lo largo de su recorrido conecta lugares importantes como la plaza Blanca de Navarra, la plaza de las Merindades, la plaza Príncipe de Viana, la estación de autobuses de Pamplona, la Ciudadela de Pamplona, el Palacio de Navarra, la plaza del Castillo, la iglesia de San Nicolás y el cementerio de Pamplona.

## Historia
La línea abrió en 1953, explotada por la empresa La Villavesa SA. Unía el barrio de San Juan con la plaza de la Argentina.
En 1969, tras el cierre de La Villavesa SA, la línea pasa a manos de la COTUP.
En 1992 se amplió desde San Juan hasta San Jorge.
En 1999, con la reordenación del Transporte Urbano Comarcal, se amplía hasta Nafarroako Blanka/Blanca de Navarra.

## Explotación

### Frecuencias
La línea está operativa todos los días del año. Estas son las frecuencias:
- Laborables: 12' (de 07:21 a 21:21) - 15' (de 06:38 a 07:21 y de 21:21 a 22:29)
- Sábados: 15' (de 06:40 a 22:30)
- Domingos y festivos: 20' (de 07:00 a 22:22)

### Recorrido
Todos los autobuses realizan todo el recorrido.

## Paradas
|  | Parada                                                  | Parada | Parada | Parada | Parada                                                    | Municipio | Correspondencia                           |  |
|  | ------------------------------------------------------- | ------ | ------ | ------ | --------------------------------------------------------- | --------- | ----------------------------------------- |  |
|  | Calle Olite nº25-27                                     |        | ■      |        | Erriberri Kalea 25-27                                     | Pamplona  |                                           |  |
|  | Plaza de las Merindades                                 |        | ■      |        | Merindadeen Plaza                                         | Pamplona  | 1 2 3 4 5 6 9 10 11 12 17 18 20 22 23 25  |  |
|  | Paseo de Sarasate (Iglesia de San Nicolás)              |        | ■      |        | Sarasatearen Pasealekua (San Nikolasen Eliza)             | Pamplona  | 3 10 15                                   |  |
|  | Calle Navas de Tolosa (Hotel Tres Reyes)                |        | ■      |        | Tolosako Navas Kalea (Hiru Erregeen Hotela)               | Pamplona  | 3 4 10 15 16 17 21                        |  |
|  | Avenida de Bayona nº4                                   |        | ■      |        | Baionako Etorbidea 4                                      | Pamplona  | 9 10 12                                   |  |
|  | Calle Monasterio de Velate (Plaza Monasterio de Azuelo) |        | ■      |        | Belateko Monasterioa Kalea (Azueloko Monasterioa Plaza)   | Pamplona  | 7 9 12 24                                 |  |
|  | Calle Monasterio de la Oliva (Calle Asunción)           |        | ■      |        | La Olivako Monasterioa Kalea (Jasokundea Kalea)           | Pamplona  | 7 9 24                                    |  |
|  | Avenida de Navarra (Calle Doctor Juaristi)              |        | ■      |        | Nafarroako Etorbidea (Juaristi Doktorearen Kalea)         | Pamplona  | 7 9 10 24                                 |  |
|  | Paseo de Santa Lucía nº105                              |        | ■      |        | Santa Lutziaren Pasealekua 105                            | Pamplona  |                                           |  |
|  | Paseo de Santa Lucía nº47                               |        | ■      |        | Santa Lutziaren Pasealekua 47                             | Pamplona  |                                           |  |
|  | Paseo de Santa Lucía (Calle Ventura Rodríguez)          |        | ■      |        | Santa Lutziaren Pasealekua (Vuentura Rodriguezaren Kalea) | Pamplona  |                                           |  |
|  |                                                         |        |        |        |                                                           |           |                                           |  |
|  | Paseo de Santa Lucía (Calle Ventura Rodríguez)          |        | ■      |        | Santa Lutziaren Pasealekua (Vuentura Rodriguezaren Kalea) | Pamplona  |                                           |  |
|  | Paseo de Santa Lucía nº100                              |        | ■      |        | Santa Lutziaren Pasealekua 100                            | Pamplona  |                                           |  |
|  | Avenida de Navarra nº3                                  |        | ■      |        | Nafarroako Etorbidea 3                                    | Pamplona  | 7 9 10 24                                 |  |
|  | Calle Monasterio de la Oliva nº25                       |        | ■      |        | La Olivako Monasterioa Kalea 25                           | Pamplona  | 7 9 24                                    |  |
|  | Avenida de Bayona (Plaza del Obispo Irurita)            |        | ■      |        | Baionako Etorbidea (Irurita Apezpikuaren Plaza)           | Pamplona  | 7 9 12 24                                 |  |
|  | Avenida de Bayona nº5                                   |        | ■      |        | Baionako Etorbidea 5                                      | Pamplona  | 9 10 12                                   |  |
|  | Avenida del Ejército (Ciudadela)                        |        | ■      |        | Armada Etorbidea (Ziudadela)                              | Pamplona  | 10 15 18                                  |  |
|  | Avenida del Conde Oliveto nº3                           |        | ■      |        | Oliveto Kontearen Etorbidea 3                             | Pamplona  | 1 2 3 4 5 9 10 11 12 15 17 18 20 21 23 25 |  |
|  | Avenida de la Baja Navarra nº14                         |        | ■      |        | Bexe Nafarroako Etorbidea 14                              | Pamplona  | 1 2 3 4 5 6 9 10 11 12 17 18 20 22 23 25  |  |
|  | Calle Olite nº25-27                                     |        | ■      |        | Erriberri Kalea 25-27                                     | Pamplona  |                                           |  |

## Tráfico
| Año  | Pasajeros | Variación |
| ---- | --------- | --------- |
| 2018 | 1 253 475 | ▲ 3,3%    |
| 2019 | 1 295 283 | ▲ 3,3%    |

## Futuro
No se prevén nuevas extensiones o modificaciones del servicio por ahora.